# AC Schnitzer

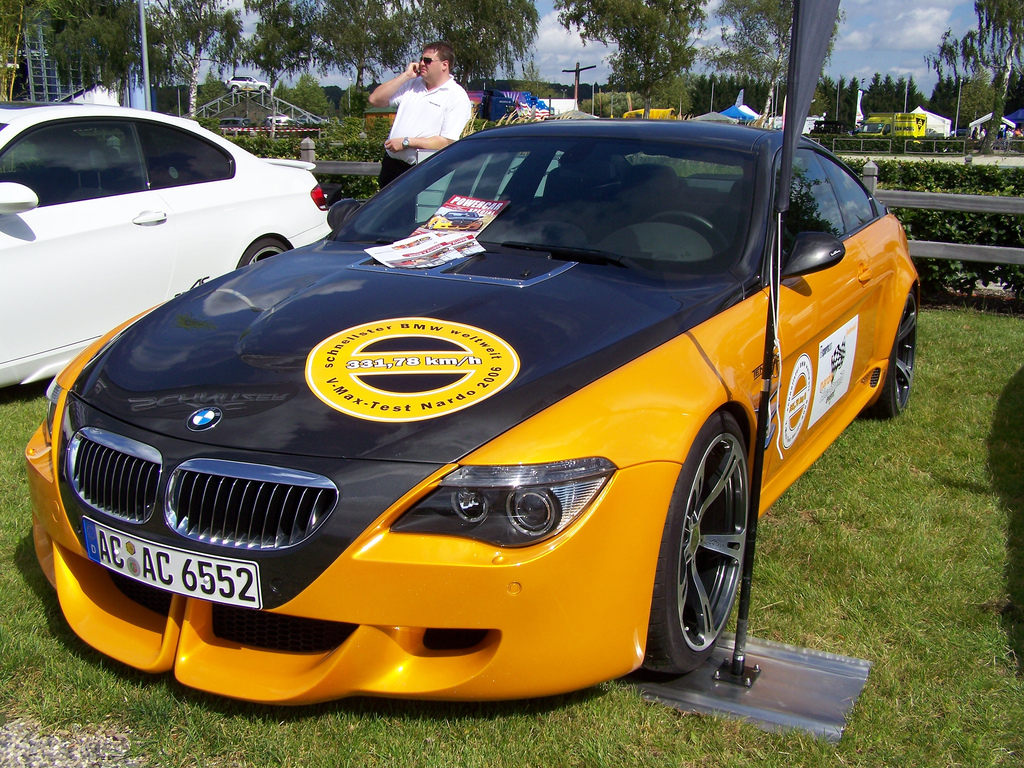

AC Schnitzer Automobile Technik é uma empresa especializada em tuning de modelos BMW (carros e motos) e MINI com sede em Aachen, Alemanha.
Fundada em 1987, foi batizada em homenagem ao código automotivo da cidade de Aachen (AC) e à família Schnitzer/Lamm, que também administra o time Schnitzer Motorsport na Baviera. A empresa agora é parte do grupo KOHL Automobile GmbH, mas mantém relações próximas com a Schnitzer.
Desde 2017, é oficialmente representada no Brasil pela Strasse, grupo importador que trabalha também com outras empresas de alta performance de origem alemã.